# Bernardo Giner de los Ríos García
Bernardo Giner de los Ríos García (Màlaga, 31 de gener de 1888 - Mèxic, 22 d'agost de 1970) va ser un arquitecte i polític espanyol.

## Biografia
Fill d'Hermenegildo Giner de los Ríos i nebot de Francisco Giner de los Ríos, després de fer estudis d'Enginyeria a Madrid i Arquitectura a Bolonya va ser professor d'Història de l'Arquitectura i d'Història de l'Art en la Institución Libre de Enseñanza.
En proclamar-se la Segona República Espanyola va participar en les eleccions de 1931 en representació de l'Agrupación al Servicio de la República obtenint un escó per la circumscripció de Màlaga. En les eleccions de 1936, a les que es va presentar sota les sigles d'Unió Republicana, obtindria un escó per la circumscripció de Jaén.
Va ser ministre de Comunicacions i Marina Mercant entre el 13 de maig i el 17 de maig de 1937 encara que en aquest període, el 19 de juliol de 1936 passarà a ocupar per un sol dia la cartera de ministre Treball, Sanitat i Previsió Social a l'anomenat "govern de conciliació" de Martínez Barrio. Posteriorment, entre el 17 de maig de 1937 i el 5 d'abril de 1938 ocuparia la cartera de Comunicacions Transports i Obres Públiques que seguiria ocupant fins a l'1 d'abril de 1939 ja sota la denominació de ministre de Comunicacions i Transports.
Es va exiliar inicialment a la República Dominicana país que va abandonar al costat de la seva família, amb el suport econòmic de la Junta d'Auxili als Republicans Espanyols (Acta 117 de la Delegació de la JARE a Mèxic de 23-08-1940; Arxiu Carlos Esplá-Arxiu General de la Guerra Civil espanyola), per traslladar-se a Mèxic. Allí va formar part de l'Ateneu Espanyol de Mèxic i va publicar 50 Años de Arquitectura Española (1900-1950)